# Marinha Portuguesa
Marinha Portuguesa (także (port.) Marinha de Guerra Portuguesa lub Armada Portuguesa) – portugalska marynarka wojenna, jedna z najstarszych, a w przeszłości także znacząca europejska siła morska, dzięki której Portugalczycy zbudowali swoje imperium kolonialne, istniejące od zajęcia Ceuty nad Cieśniną Gibraltarską w 1415 do przekazania Chinom Makau w 1999 roku.

## Historia

### Średniowiecze i nowożytność
Za początek istnienia marynarki portugalskiej uważa się rok 1180, gdy za panowania Alfonsa I Zdobywcy portugalska flota pokonała w bitwie morskiej Arabów. Już od XIV wieku datował się sojusz angielsko-portugalski, dwóch ówczesnych potęg morskich, trwający od tej pory.
Odkrycia dokonane przez Portugalczyków pozwoliły na kolonizację nowych ziem; Portugalia rozpoczęła ekspansję od bitwy o Ceutę w 1415 roku, w tym czasie odkryto też wyspy Porto Santo, Madera i Santa Maria. Wraz z budową kolejnych karaweli i karak wyprawy docierały coraz dalej – w 1488 roku Bartolomeu Dias opłynął Przylądek Dobrej Nadziei.
Największym portugalskim osiągnięciem było wytyczenie szlaku morskiego do Indii przez Vasca da Gamę w 1498 roku. Wyprawa 13 statków pod wodzą Pedra Álvaresa Cabrala, poszukująca szlaku do Indii, dotarła w 1500 roku jako pierwsza w historii Europy do Brazylii, tego samego roku Diogo Diaz odkrył Madagaskar.

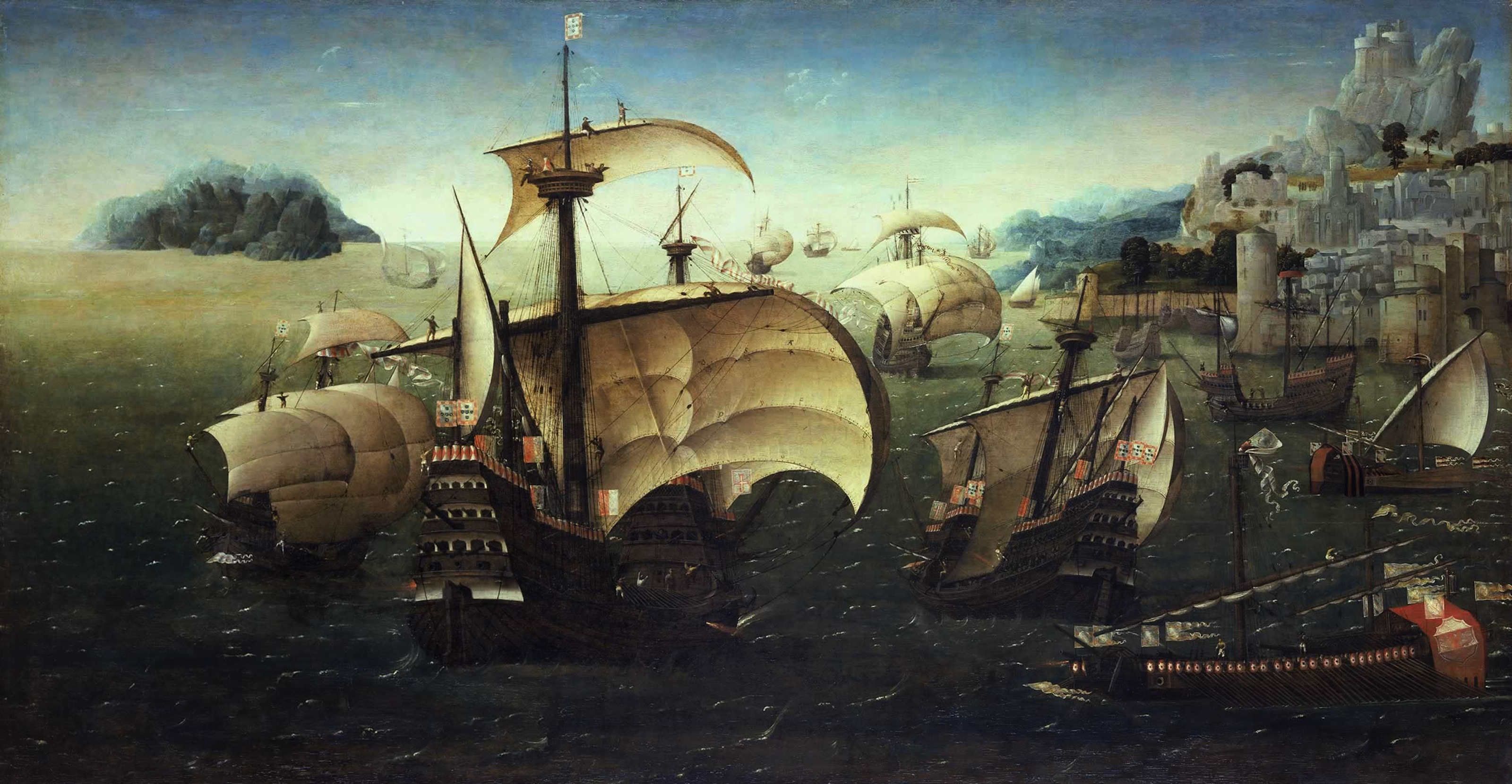
Portugalska karaka „Santa Catarina do Monte Sinai” w 1540 roku

W 1509 roku Portugalia umocniła swoją pozycję na wschodzie, pokonując flotę egipską pod Diu, u wybrzeży Indii. Udając się do Azji południowo-wschodniej, w 1517 roku Portugalczycy dotarli do Chin, a w 1522 roku – do Australii, w tym samym okresie byli też pierwszymi Europejczykami, którzy docierają na Tajwan i do Japonii (w 1543 roku). W 1542 roku w bitwie w Zatoce Sueskiej pokonali też Turków. Na północy dotarli w 1520 roku do Nowej Anglii, a w 1588 – do Zatoki Hudsona. Juan Rodriguez Cabrillo był pierwszym Europejczykiem, który w 1542 roku dotarł do Kalifornii.
Na przełomie średniowiecza i czasów współczesnych imperium portugalskie było potęgą morską i kontrolowało duże obszary wybrzeży Afryki i Azji Południowej oraz obszary dzisiejszej Brazylii. Wielkość floty systematycznie malała, ponieważ stosunkowo mały kraj zamieszkały przez milion osób nie był w stanie poważnie konkurować z nowymi europejskimi potęgami kolonialnymi, w szczególności Hiszpanią, Holandią, Francją i Wielką Brytanią. W 1580 królem Portugalii został hiszpański król Filip II Habsburg, u boku Wielkiej Armady Portugalia toczyła wojny z resztą europejskich sił, w tym najbardziej kosztowną o Brazylię. Iberyjska unia przetrwała do 1641 roku, kiedy Portugalczycy odłączyli się od Hiszpanii. W tym czasie obronili niepodległość, a także ponownie podbili Angolę i północną Brazylię, ale zostali też zmuszeni do zawarcia układów z Anglią, Francją i Szwecją, aby wymusić na Hiszpanii uznanie jej suwerenności, co osiągnęli w wyniku pokoju w 1668 roku, po wojnie hiszpańsko-portugalskiej.
W 1705 roku osiem portugalskich okrętów liniowych przeszło Cieśninę Gibraltarską, aby wesprzeć Anglików w bitwie pod Cabrita Point, w której pokonali Hiszpanów. W 1717 roku pokonali też Imperium Osmańskie w u przylądka Matapan. Od 1798 roku portugalska flota wspierała Brytyjczyków w kampanii śródziemnomorskiej przeciwko I Republice Francuskiej, zwłaszcza przy blokadzie Malty. Wojna z Napoleonem zmusiła w 1807 roku królową Marię I do przeniesienia tronu do Brazylii; w tym celu flota ośmiu portugalskich i czterech brytyjskich liniowców odprowadziła łącznie 15 000 ludzi do nowej stolicy w Rio de Janeiro. Już w 1822 roku Brazylia ogłosiła niepodległość, a portugalskie imperium chyliło się ku upadkowi.

### XIX wiek i wojny światowe

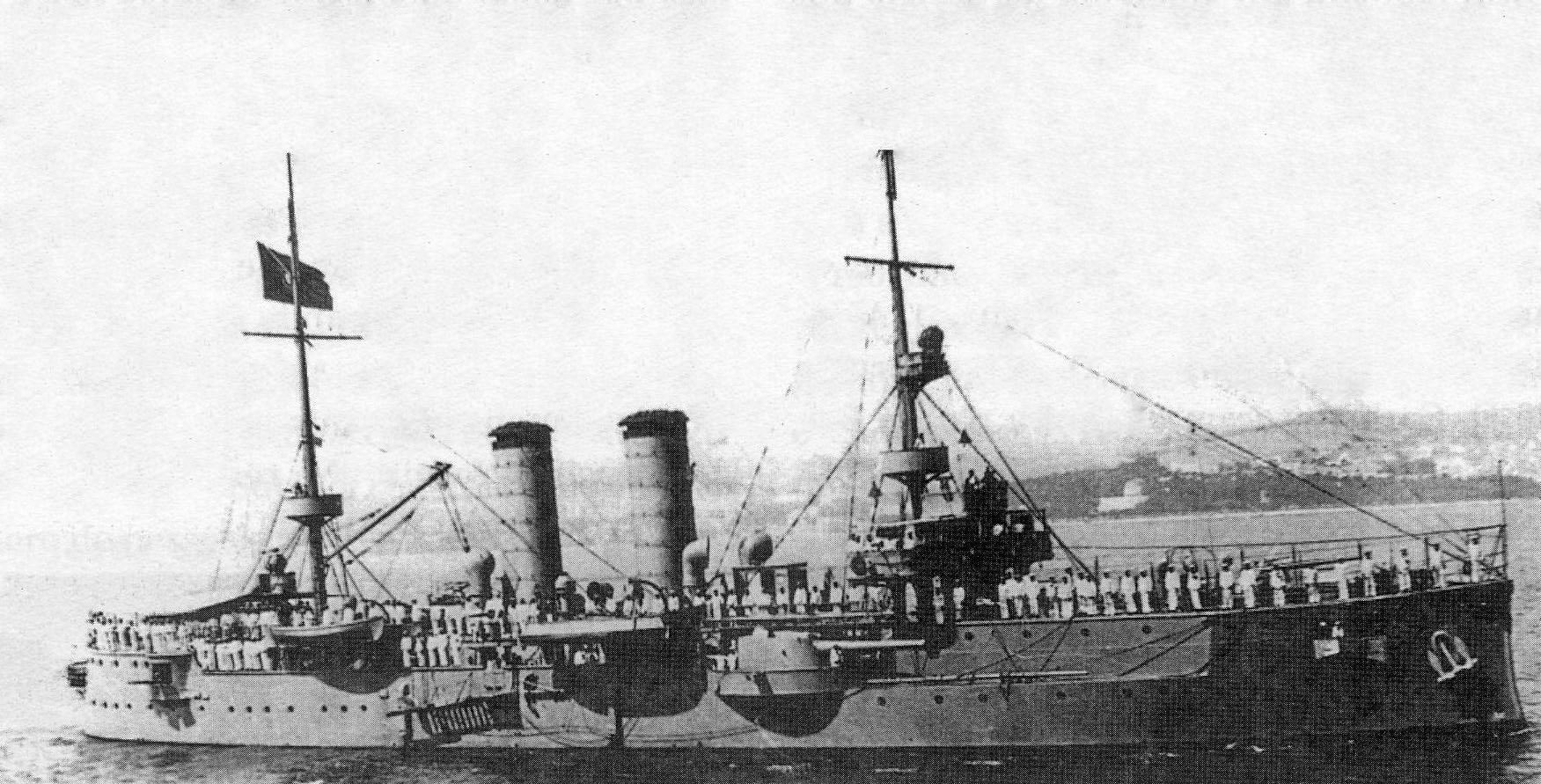
Okręt obrony wybrzeża „Vasco da Gama” z końca XIX wieku (po modernizacji)

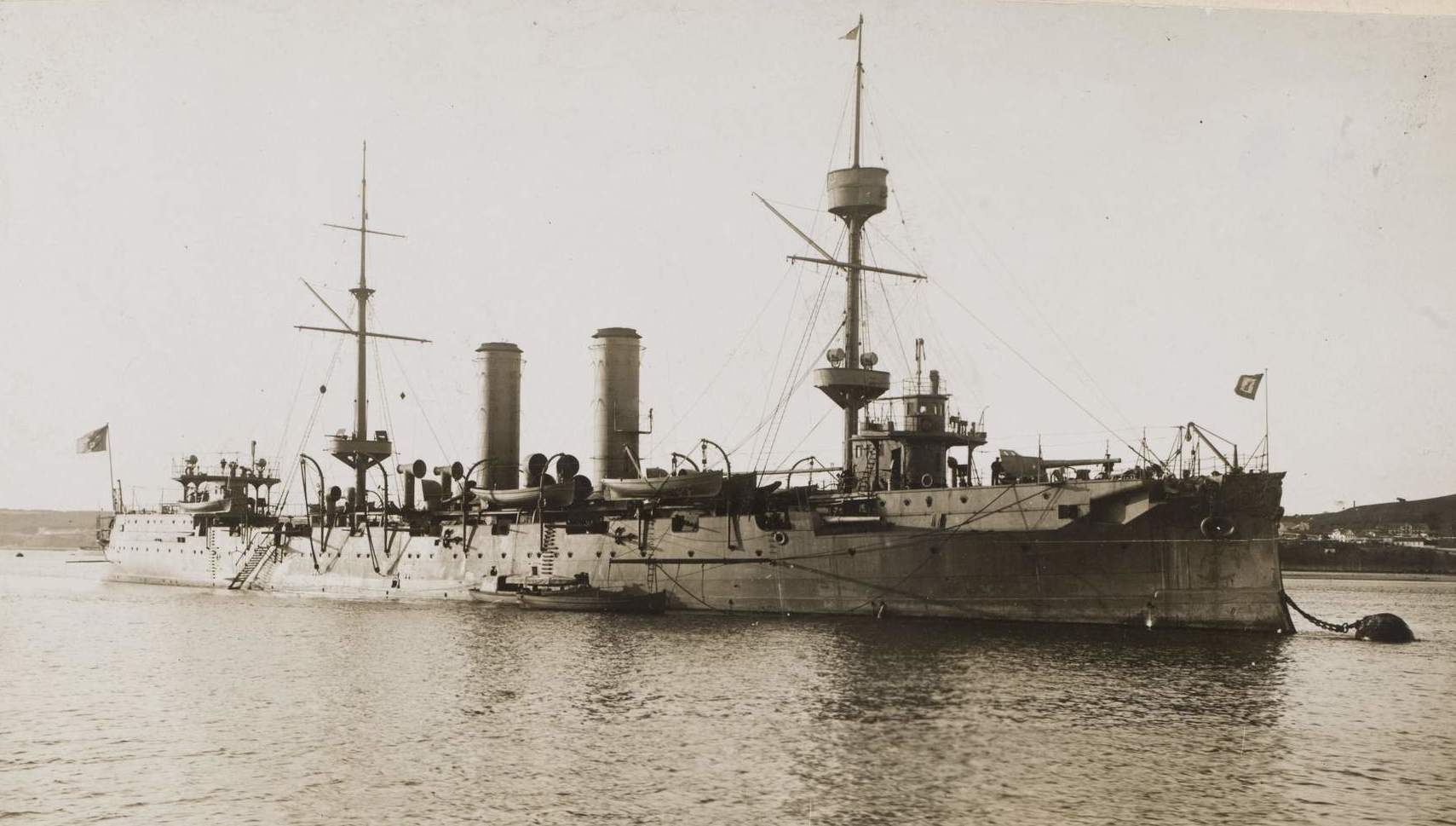
Krążownik „Dom Carlos I”, XIX/XX w.

W połowie XIX wieku marynarka portugalska przestała być znaczącą siłą, zwłaszcza biorąc pod uwagę rozległe posiadłości kolonialne. W 1860 roku posiadała z większych okrętów, oprócz kilku żaglowych liniowców, tylko trzy parowe śrubowe fregaty lub korwety i sześć bocznokołowców. W kolejnych latach zbudowano tylko jeden mały pancernik obrony wybrzeża „Vasco da Gama” (1876) i szereg mniejszych jednostek. Dopiero w latach 90. podjęto program modernizacji marynarki, na skutek którego na przełomie XIX i XX wieku zakupiono pięć krążowników, z tego cztery małe, i pierwszy niszczyciel. Największym okrętem stał się zbudowany w Wielkiej Brytanii średniej wielkości krążownik „Dom Carlos I”. Po tym nastąpił ponowny okres stagnacji w rozwoju marynarki. W kolejnym trzydziestoleciu kilkakrotnie zamierzano kupić za granicą nowe duże okręty, w tym pancerniki, lecz ostatecznie nie dochodziło do tego z przyczyn finansowych. W tym czasie samą Portugalią i jej marynarką wstrząsały niepokoje wewnętrzne, a w październiku 1910 roku flota przyłączyła się do zrewoltowanych oddziałów i jej krążowniki ostrzeliwały oddziały rojalistów w Lizbonie, co doprowadziło ostatecznie do obalenia monarchii i zaprowadzenia republiki. Przed I wojną światową flota wzbogaciła się z bardziej wartościowych jednostek tylko o dwa niszczyciele projektu brytyjskiego i okręt podwodny.

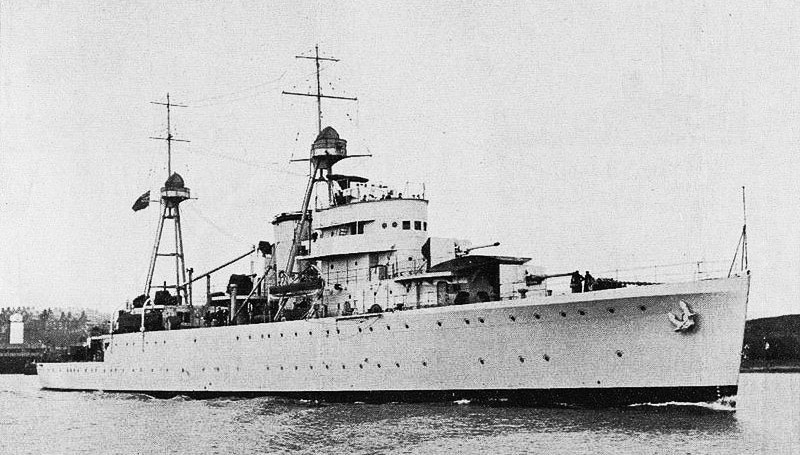
Awizo kolonialne NRP „Afonso de Albuquerque” z lat 30. XX wieku

W czasie I wojny światowej rola marynarki Portugalii występującej po stronie Ententy ograniczyła się do eskortowania statków handlowych. W tych okolicznościach niemiecki U-Boot U-139 zatopił 14 października 1918 roku uzbrojony trawler NRP „Augusto de Castilho” w pojedynku artyleryjskim, który urósł do rangi symbolu dla marynarki portugalskiej. Poza Portugalią krążownik „Adamastor” wspierał w 1916 roku działania przeciwko Niemieckiej Afryce Wschodniej, sąsiadującej z portugalskim Mozambikiem. Pod koniec wojny marynarka zyskała trzy okręty podwodne włoskiej budowy, a w latach 20. dwa niszczyciele i cztery torpedowce typu Ave (te ostatnie otrzymano w ramach podziału floty austro-węgierskiej, dwa dalsze zatonęły po drodze). 
Dopiero w latach 30. XX wieku przyjęto nowy program rozbudowy marynarki, na skutek którego zbudowano pięć nowych niszczycieli typu Vouga, trzy okręty podwodne typu Delfim, dwa duże awiza kolonialne typu Afonso de Albuquerque (będące wówczas największymi okrętami marynarki) i cztery mniejsze awiza. Większość okrętów była projektu brytyjskiego. W czasie II wojny światowej Portugalia zachowała neutralność, chociaż współpracowała z Wielką Brytanią i udostępniła jej w 1943 roku bazę na Azorach. Po wojnie od Royal Navy zakupiono dwie fregaty typu River (w służbie 1949-1972) i trzy okręty podwodne typu S (1948–1969). 

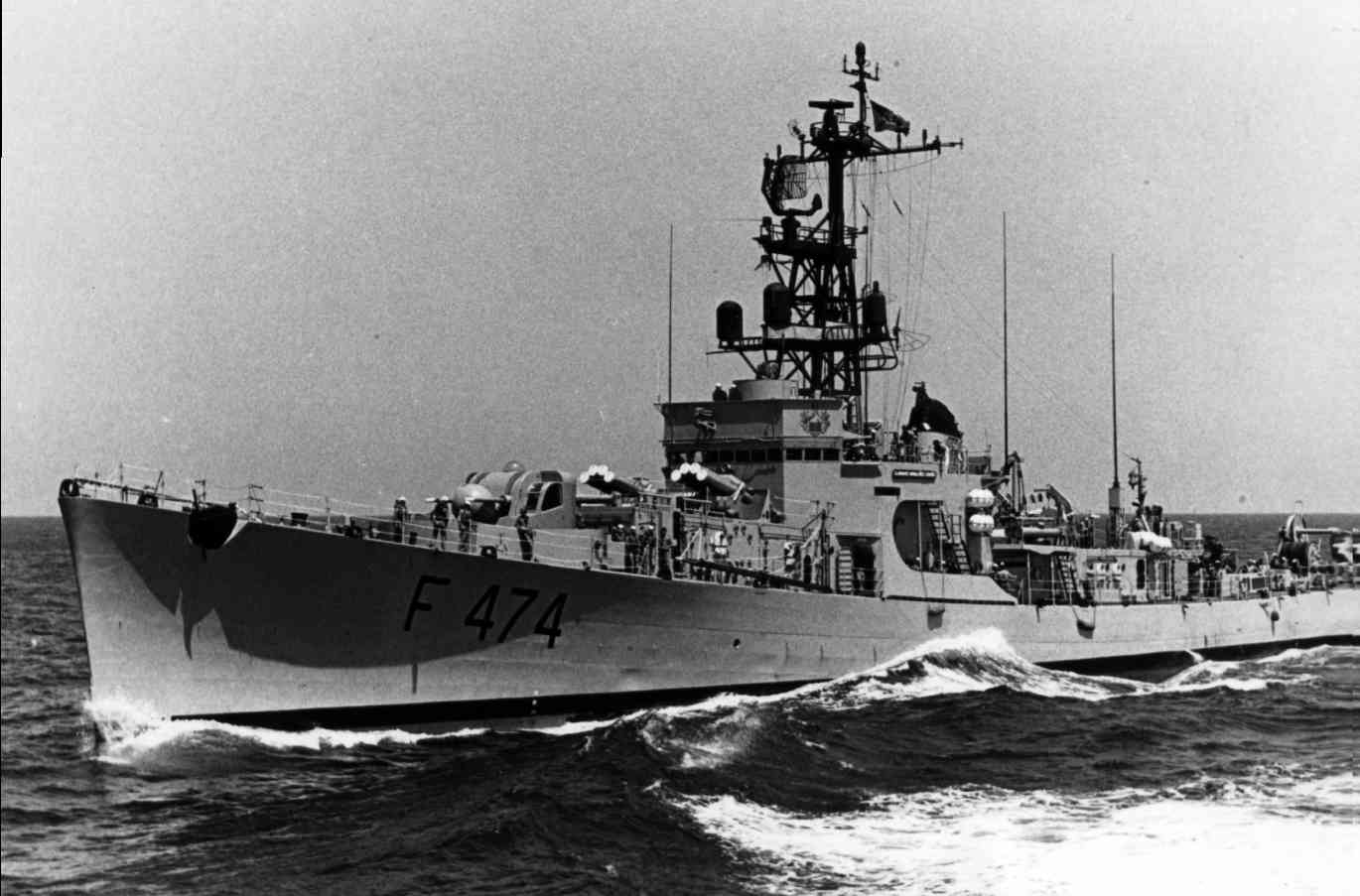
Fregata NRP „Magalhães Correia” (F474) zbudowana w Portugalii w latach 60.

### Zimna wojna

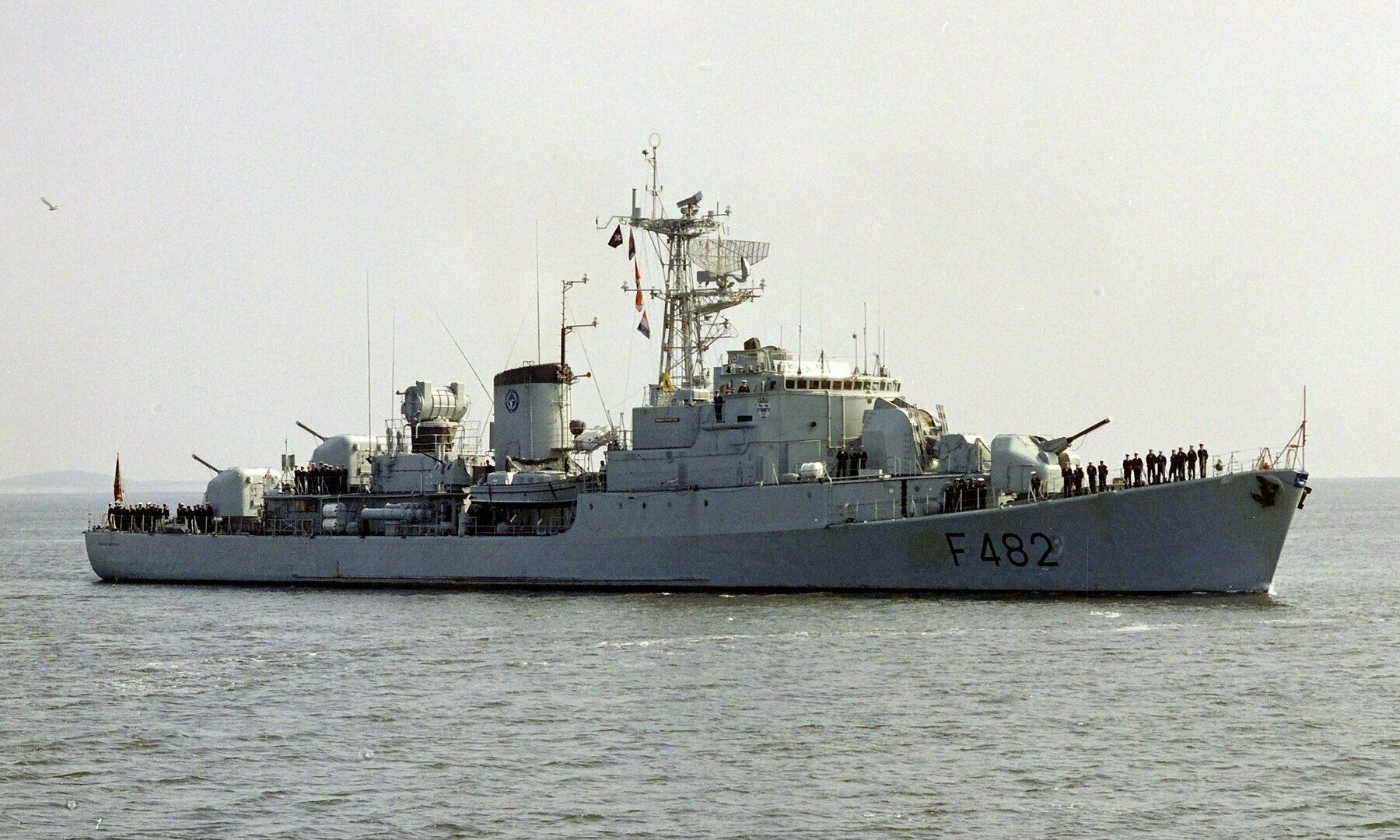
Fregata NRP „Comandante Roberto Ivens” w 1989

W 1949 roku Portugalia stała się członkiem założycielem NATO, a od 1951 roku wydzierżawiła USA bazy na Azorach. Znaczna rozbudowa floty nastąpiła z pomocą sojuszników pod koniec lat 50, kiedy otrzymano dwa amerykańskie niszczyciele eskortowe typu John C. Butler (w służbie 1957–68) i cztery brytyjskie fregaty przeciwlotnicze typu Bay (1959–71); wszystkie wojennej budowy. NATO sfinansowało ponadto zbudowaną we Włoszech fregatę „Pêro Escobar” (1957–75), jako pierwszy większy okręt nowej budowy po wojnie. W drugiej połowie lat 60. ostatnie przedwojenne niszczyciele zostały zastąpione przez trzy sfinansowane przez USA w ramach programu pomocy MDAP, zbudowane w Portugalii fregaty ZOP typu Almirante Pereira da Silva (zmodyfikowane amerykańskie niszczyciele eskortowe typu Dealey, w służbie 1966-89), oraz cztery większe zbudowane we Francji fregaty typu João Belo (odmiana projektu Commandant Rivière), które stanowiły trzon floty w okresie zimnej wojny. Stare okręty podwodne z czasów II wojny światowej zastąpiono w drugiej połowie lat 60. przez cztery zakupione we Francji okręty typu Daphne. Zbudowano też w latach 60. siły desantowe.
18 grudnia 1961 roku zmasowana indyjska inwazja odbiła portugalskie enklawy na terenie Indii (przyłączone do imperium w 1510 roku). Portugalczycy dysponowali tam tylko trzema małymi patrolowcami, a w Goa stacjonowała fregata NRP „Afonso de Albuquerque” (stare kolonialne awizo z 1935 roku), lecz atak z morza przez okręty indyjskie zakończył się śmiercią pięciu członków jej załogi i porzuceniem zniszczonego okrętu. Nazwą „Afonso de Albuquerque” ochrzczono później piątą fregatę z serii Bay, która służyła jako okręt hydrograficzny do 1983. W trakcie wojen kolonialnych w latach 1961–1975 na terenach Angoli, Mozambiku, Wysp Zielonego Przylądka i Gwinei Bissau marynarka zapewniała transport, wsparcie dla wojsk na lądzie i patrolowała wody kolonialne. Do tych zadań do służby wprowadzono od początku lat 70. sześć zbudowanych w Niemczech i Hiszpanii korwet (małych fregat) typu João Coutinho oraz ich rozwinięcie, cztery okręty typu Baptista de Andrade.  W 1972 liczebność personelu marynarki sięgnęła 19 tysięcy, wliczając piechotę morską. W 1986 roku Marynarka Portugalska liczyła 14 tysięcy personelu, w tym 2600 piechoty morskiej, a jej główne siły stanowiło 17 fregat lub korwet i trzy okręty podwodne.
W latach 80. marynarka nie nabyła już żadnych większych okrętów, a plany budowy trzech fregat holenderskiego typu Kortenaer zostały zarzucone. Na początku lat 90. weszły jednak do służby trzy nowe fregaty rakietowe typu Vasco da Gama (niemiecki typ MEKO 200), w 60% sfinansowane przez NATO, będące pierwszymi okrętami Portugalii o uzbrojeniu rakietowym i większych możliwościach bojowych, a także pierwszymi na których bazowały śmigłowce pokładowe.

### XXI wiek
Portugalia przystąpiła do dalszej modernizacji marynarki dopiero w pierwszej dekadzie XXI wieku. W latach 2009–10 nabyła dwie kilkunastoletnie holenderskie fregaty rakietowe typu Karel Doorman. W 2010 roku wcielono też dwa nowoczesne zbudowane w Niemczech okręty podwodne typu Tridente. Następnie, z większych jednostek, do 2013 roku w skład marynarki weszły dwa duże oceaniczne okręty patrolowe typu Viana do Castelo. W 2015 roku Marynarka Portugalska liczyła 9029 personelu, w tym 1530 piechoty morskiej.

## Okręty
| Typ                                       | Zdjęcie     | Okręty      | Wejście do służby | Wyporność (t) | Długość (m) |
| Fregaty (5)                               | Fregaty (5) | Fregaty (5) | Fregaty (5)       | Fregaty (5)   | Fregaty (5) |
| ----------------------------------------- | ----------- | ----------- | ----------------- | ------------- | ----------- |
| Fregaty rakietowe typu Vasco da Gama      |             | 3           | 1990–1992         | 3200          | 115,9       |
| Fregaty rakietowe typu Karel Doorman      |             | 2           | 2009–2010         | 3320          | 122,3       |
| Korwety (5)                               |             |             |                   |               |             |
| Korwety typu João Coutinho                |             | 1           | 1970–1971         | 1380          | 85          |
| Korwety typu Baptista de Andrade          |             | 1           | 1974–1975         | 1401          | 81          |
| Okręty podwodne (2)                       |             |             |                   |               |             |
| Okręty podwodne typu Tridente             |             | 2           | 2010              | 2020          | 67,7        |
| Okręty patrolowe (18)                     |             |             |                   |               |             |
| Okręty patrolowe typu Viana do Castelo    |             | 2           | 2011–2013         | 1750          | 83,1        |
| Okręty patrolowe typu Argos               |             | 5           | 1991              | 97            | 27          |
| Okręty patrolowe typu Tejo                |             | 5           | 2015              | 480           | 54          |
| Łodzie patrolowe typu Centauro            |             | 4           | 2000–2001         | 94            | 27          |
| Łodzie patrolowe typu Albatroz            |             | 2           | 1974–1975         | 45            | 23,6        |
| Łódź patrolowa Rio Minho                  |             | 1           | 1991              | 70            | 22,4        |
| Pozostałe (1)                             |             |             |                   |               |             |
| NRP Bérrio (zaopatrzeniowiec)             |             | 1           | 1970              | 11 522        | 140,6       |
| Żaglowce (5)                              |             |             |                   |               |             |
| NRP Sagres III                            |             | 1           | 1937              | 1940          | 70,4        |
| NRP Creoula                               |             | 1           | 1937              | 1300          | 67,4        |
| NRP Polar                                 |             | 1           | 1977              | 70            | 22,9        |
| NRP Vega                                  |             | 1           | 1988              | 245           | 31,4        |
| „Dom Fernando II e Glória” (okręt muzeum) |             | 1           | 1845              | 1849          | 86,75       |

Na stanie są też 4 okręty badawcze i okręt desantowy-barka.

## Śmigłowce
| Zdjęcie | Śmigłowiec                | Typ           | W służbie | Uwagi               |
| ------- | ------------------------- | ------------- | --------- | ------------------- |
|         | Westland Super Lynx Mk.95 | pokładowy/ZOP | 5         | Dostarczone w 1993. |